# Fittja socken
Fittja socken i Uppland ingick i Lagunda härad, ingår sedan 1971 i Enköpings kommun och motsvarar från 2016 Fittja distrikt.
Socknens areal är 10,60 kvadratkilometer, allt land. År 2000 fanns här 133 invånare. Godset Hässle samt kyrkbyn Fittja med sockenkyrkan Fittja kyrka ligger i socknen.  

## Administrativ historik
Fittja socken har medeltida ursprung.
Vid kommunreformen 1862 övergick socknens ansvar för de kyrkliga frågorna till Fittja församling och för de borgerliga frågorna bildades Fittja landskommun. Landskommunen uppgick 1952 i Lagunda landskommun som 1971 uppgick i Enköpings kommun. Församlingen uppgick 2010 i Lagunda församling.
1 januari 2016 inrättades distriktet Fittja, med samma omfattning som församlingen hade 1999/2000. 
Socknen har tillhört län, fögderier, tingslag och domsagor enligt vad som beskrivs i artikeln Lagunda härad. De indelta soldaterna tillhörde Upplands regemente, Sigtuna kompani och Livregementets dragonkår, Sigtuna skvadron.

## Geografi
Fittja socken ligger nordost om Enköping söder om Lårstaviken. Socknen är slättbygd med skogspartier i norr vid Lårstaviken.
Den 1 januari 1868 skedde Sverige dittills största meteoritregnfallet över Fittja socken, känt som meteoritregnet över Hässle. Antalet hittade fragment är drygt hundratalet och det största hittills hittade väger cirka 2 kg.

## Fornlämningar
Från järnåldern finns flara gravfält. Fyra runristningar enligt äldre uppgifter påträffats.

## Namnet
Namnet skrevs 1310 Fittium och innehåller fit, 'strandäng'.